# Publius Servilius Rullus
Publius Servilius Rullus war ein Politiker in der späten Römischen Republik und suchte 63 v. Chr. als Volkstribun vergeblich ein Ackergesetz mit weitreichenden politischen Implikationen durchzubringen.

## Leben
Publius Servilius Rullus war der Sohn des gleichnamigen Münzmeisters von 89 v. Chr. und Schwiegersohn eines Valgius, der sich bei den Beschlagnahmungen von Gütern durch den Diktator Sulla mit ausgedehnten Landflächen im Gebiet der Hirpiner bereichert hatte.
Als Volkstribun 63 v. Chr. wollte Servilius ein Ackergesetz durchbringen, doch steckten hinter diesem Antrag wahrscheinlich die späteren Triumvirn Gaius Iulius Caesar und Marcus Licinius Crassus. Schon 65 v. Chr. hatte Caesar, vom damals als Zensor fungierenden Crassus unterstützt, das von Ptolemaios XII. regierte Ägypten als römische Provinz einzuziehen versucht, um sich durch das reiche Nilland eine Machtbasis zu verschaffen. Doch war sein Plan vereitelt worden. Bereits ein Jahr später wollte er aber offenbar mit Hilfe von Servilius seine Pläne mit anderen Mitteln verwirklichen.
Das von Servilius im Dezember 64 v. Chr. beantragte Ackergesetz diente offiziell dem Wohl landloser römischer Bauern. Diese sollten in Italien Grundbesitz einerseits aus noch verfügbaren Staatsdomänen (Ager publicus) erhalten und andererseits aus neu angekauften Grundstücken, deren Finanzierung durch die Veräußerung von öffentlichen Ländereien in den Provinzen geplant war. Zur Durchführung des Ackergesetzes sollte eine auf fünf Jahre gewählte Zehnmännerkommission mit weitreichenden Vollmachten eingesetzt werden, so dass diese Decemviri die Verfügungsgewalt über die gesamten öffentlichen Staatsdomänen erlangt hätten. Caesar rechnete sich wohl gute Chancen aus, ein Mitglied dieser Kommission zu werden und hätte in dieser Eigenschaft vermutlich auch Ägypten in seine Überlegungen mit einbezogen, da das Nilland durch ein Testament des Ptolemaios X. den Römern als Erbschaft vermacht worden sei.
Doch der Redner und Politiker Marcus Tullius Cicero bekämpfte die beantragte lex agraria sofort nach dem Antritt seines Konsulats (am 1. Januar 63 v. Chr. nach dem vorjulianischen Kalender) in vier Reden, von denen drei größtenteils erhalten sind. Er fürchtete, dass ein ehrgeiziger römischer Politiker wie Caesar als Machthaber in Ägypten so viel Einfluss gewinnen könnte, dass ihm die Beseitigung der republikanischen Staatsform gelang. Noch am ersten Tag seines Konsulats hielt Cicero im Senat eine Rede De lege agraria, in der er sich entschieden gegen den Gesetzesantrag des Servilius wandte. Wenig später bemühte er sein rhetorisches Talent in einer zweiten Rede zu der gleichen Causa vor der Volksversammlung und warf Servilius vor, nur eine große Rolle zu spielen und vor allem seine eigenen Verwandten, insbesondere seinen Schwiegervater, versorgen zu wollen. Von zwei weiteren zum gleichen Thema gehaltenen Ansprachen des Redners ist nur eine erhalten.
Cicero erreichte sein Ziel, dass die Gesetzesinitiative des Servilius scheiterte. Seine entscheidenden Argumente waren insbesondere die Aufdeckung der politischen Hintergründe des geplanten Agrargesetzes, das in Wirklichkeit gar keine Sozialreform sei, sowie der Hinweis auf die großen Vollmachten der Zehnmännerkommission, deren Mitglieder er deshalb als „Könige“ titulierte. Sie wären laut Cicero vor allem als Gegengewicht zu Gnaeus Pompeius Magnus bestimmt gewesen. Als Caesar aber 59 v. Chr. Konsul wurde, brachte er mit seiner Lex Iulia agraria die wesentlichen Punkte des abgelehnten Gesetzesantrages von Servilius durch.
Das weitere Schicksal des Servilius ist unbekannt. Möglicherweise war der gleichnamige Reiterführer des Octavian sein Sohn.